# أذينة سيحونية
أذينة سيحونية (الاسم العلمي: Phlomis sieheana) هو نوع نباتي يتبع جنس الأذينة من الفصيلة الشفوية.